# مبارك عبد الله المبارك الصباح
الشيخ مبارك عبد الله المبارك الصباح (18 مايو 1976). هو الابن الثالث للشيخ عبد الله المبارك الصباح بعد وفاة أخيه الأكبر «مبارك» الذي توفي صغيرًا، ووالدته هي الشيخة الدكتورة سعاد محمد الصباح، وهو يعتبر الحفيد المباشر للشيخ مبارك الصباح.

## حياته العائلية
متزوج ولديه من الأبناء:
- عبد الله.
- سعاد.
- أحمد.

## النشأة والتعليم
الشيخ مبارك عبدالله المبارك الصباح هو نجل الدكتورة سعاد الصباح، وهي اقتصادية وكاتبة وشاعرة، والشيخ عبدالله المبارك الصباح، نائب حاكم الكويت في خمسينيات القرن العشرين، وأصغر أبناء الشيخ مبارك الصباح.
تخرّج مبارك من الأكاديمية العسكرية الملكية "ساندهيرست"، ثم انضم إلى القوات المسلحة الكويتية حيث خدم كضابط مدرعات. لاحقًا حصل على درجة البكالوريوس في العلوم السياسية والاقتصاد من جامعة باكنغهام، ثم نال درجة الماجستير في العلاقات الدولية من جامعة كامبريدج.

## المسيرة المهنية
كان الشيخ مبارك الرئيس المؤسس لشركة القرين لصناعة الكيماويات البترولية، والتي تأسست بمرسوم أميري عام 2004. وفي مارس 2022، وبعد الإعلان عن اندماج الشركة مع شركة مشاريع الكويت القابضة (كيبكو)، قدّم استقالته من منصبه كرئيس لمجلس الإدارة.
في عام 2006، أسس الشيخ مبارك شركة "أكشن للفنادق"، التي افتتحت أول فنادقها في ملبورن، أستراليا. وفي ديسمبر 2013، تم إدراج الشركة في سوق الاستثمار البديل (AIM) في لندن، بقيمة سوقية بلغت 102 مليون جنيه إسترليني. وبحلول العام التالي، كانت الشركة تمتلك ستة فنادق في الشرق الأوسط وأستراليا، مع تسعة فنادق أخرى قيد الإنشاء. واعتبارًا من عام 2016، كانت غالبية فنادق "أكشن" تُدار من قبل سلسلة "إيبيس" تحت علامتي "إيبيس ستايلز" و"إيبيس بدجت".
يشغل الشيخ مبارك منصب رئيس مجلس إدارة شركة "أكشن للفنادق"، ويمتلك الحصة الأكبر في الشركة، كما أنه مؤسس ورئيس مجلس إدارة شركة "أكشن العقارية"، ونائب رئيس مجلس إدارة شركة "أكشن غروب هولدينغز"، الشركة القابضة الأم لكل من "أكشن للفنادق" و"أكشن العقارية".